# Mixiaceae
Mixiaceae är en familj av svampar. Mixiaceae ingår i ordningen Mixiales, klassen Mixiomycetes, divisionen basidiesvampar och riket svampar.
| Mixiaceae | \| \| Mixia \| \| \| \| |
|           | \| \| Mixia \| \| \| \| |
|           | Mixia                   |
|           |                         |

|  | Mixia |
|  |       |